# Kaing Guek Eav

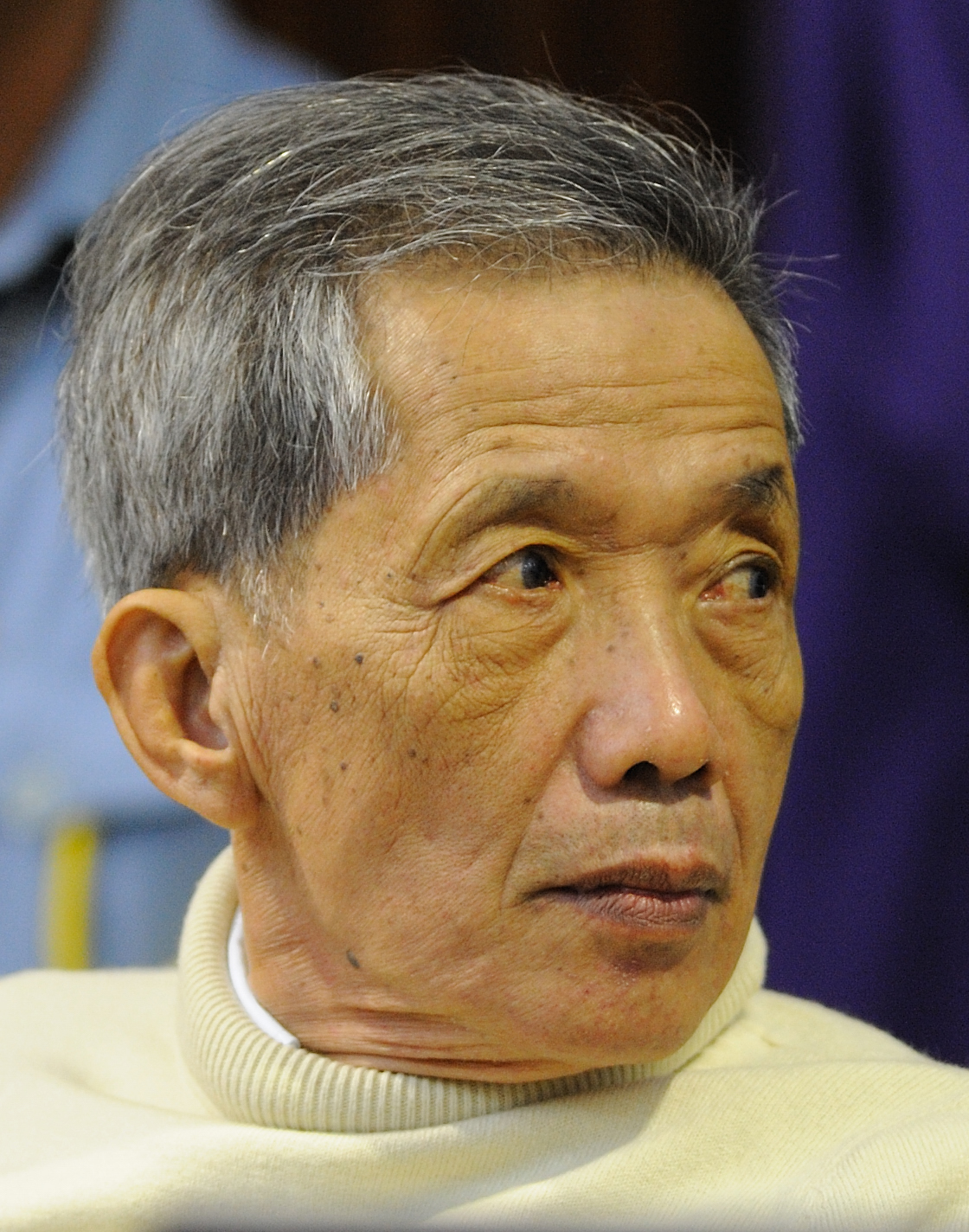
Kaing Guek Eav (2009)

Kaing Guek Eav (auch als Kang Kek Iew oder Kaing Kek Iev transkribiert; Khmer: កាំង ហ្គេកអ៊ាវ; * 17. November 1942 in Choyaot, Provinz Kampong Thom; † 2. September 2020 in Phnom Penh), Kampfname „Genosse Duch“ oder „Deuch“ (mĭttâ dŭch មិត្តឌុច, Aussprache: [mit ɗuc]), auch bekannt als Hang Pin, war ein Mitglied der Roten Khmer und von 1976 bis 1979 Leiter des Gefängnisses S-21 (Tuol Sleng) in Phnom Penh. Dort war er für den Tod von 20.000 Personen verantwortlich, lediglich 12 Menschen überlebten das Gefängnis.

## Die ersten Jahre

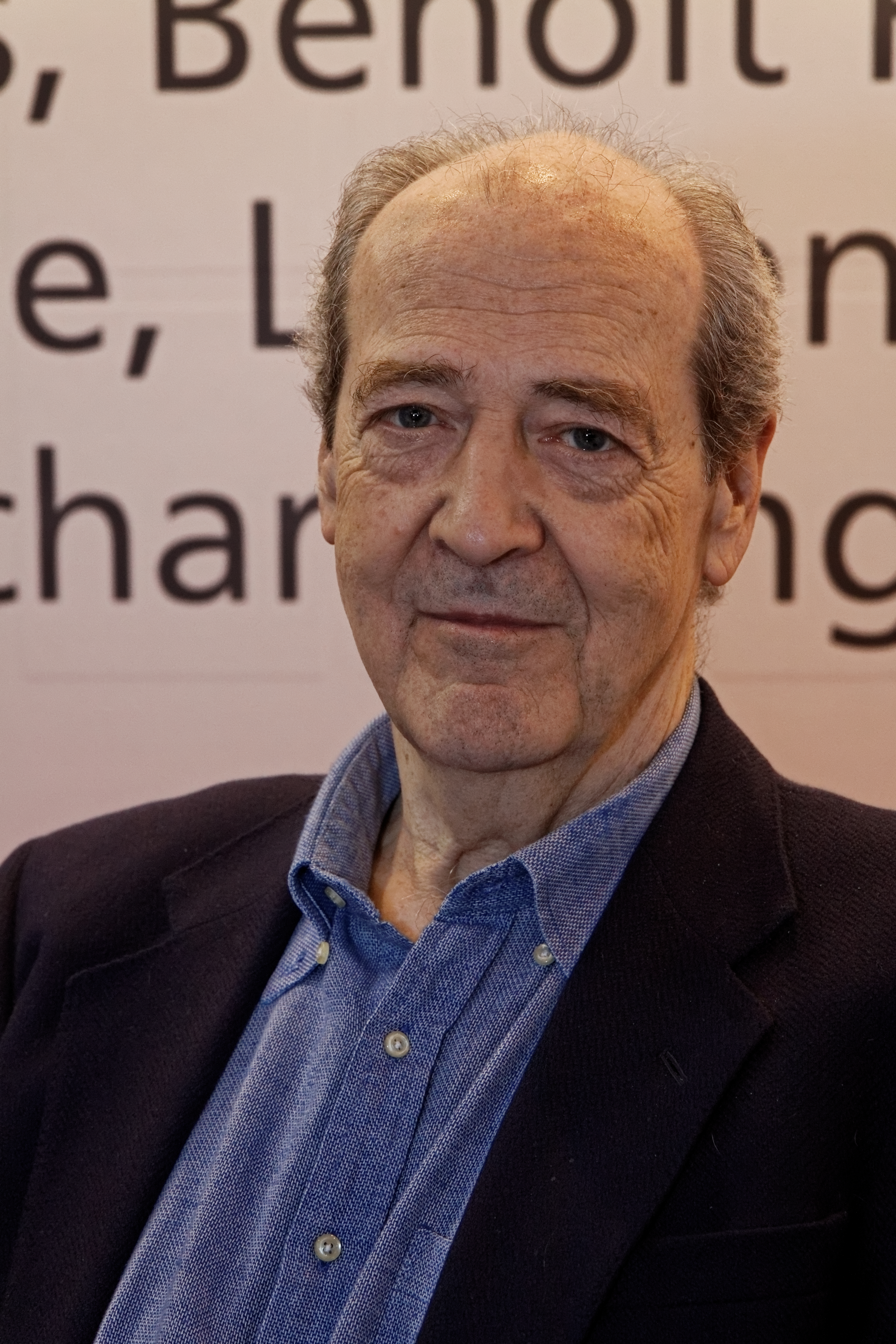
François Bizot, Überlebender des Gefängnisses M-13, das Kaing Guek Eav leitete.

Nach dem Baccalauréat (Abitur) 1962 studierte er erst Mathematik und dann Pädagogik. Ab 1966 arbeitete er als Mathematiklehrer. 1967 trat er der Kommunistischen Partei Kampucheas bei. 1968 wurde er inhaftiert und 1970 bei der Generalamnestie für politische Gefangene wieder freigelassen. Anschließend ging er in den Untergrund.
Schon während des Bürgerkriegs leitete er das Spezialgefängnis M-13 in Amleang (Provinz Kampong Speu), in dem Menschen gefoltert und hingerichtet wurden. Einer der wenigen Überlebenden des Gefängnisses war der französische Archäologe François Bizot. In dieser Zeit heiratete Kaing Guek Eav die Kommunistin Chhim Sophal.

## Regierungszeit der Roten Khmer

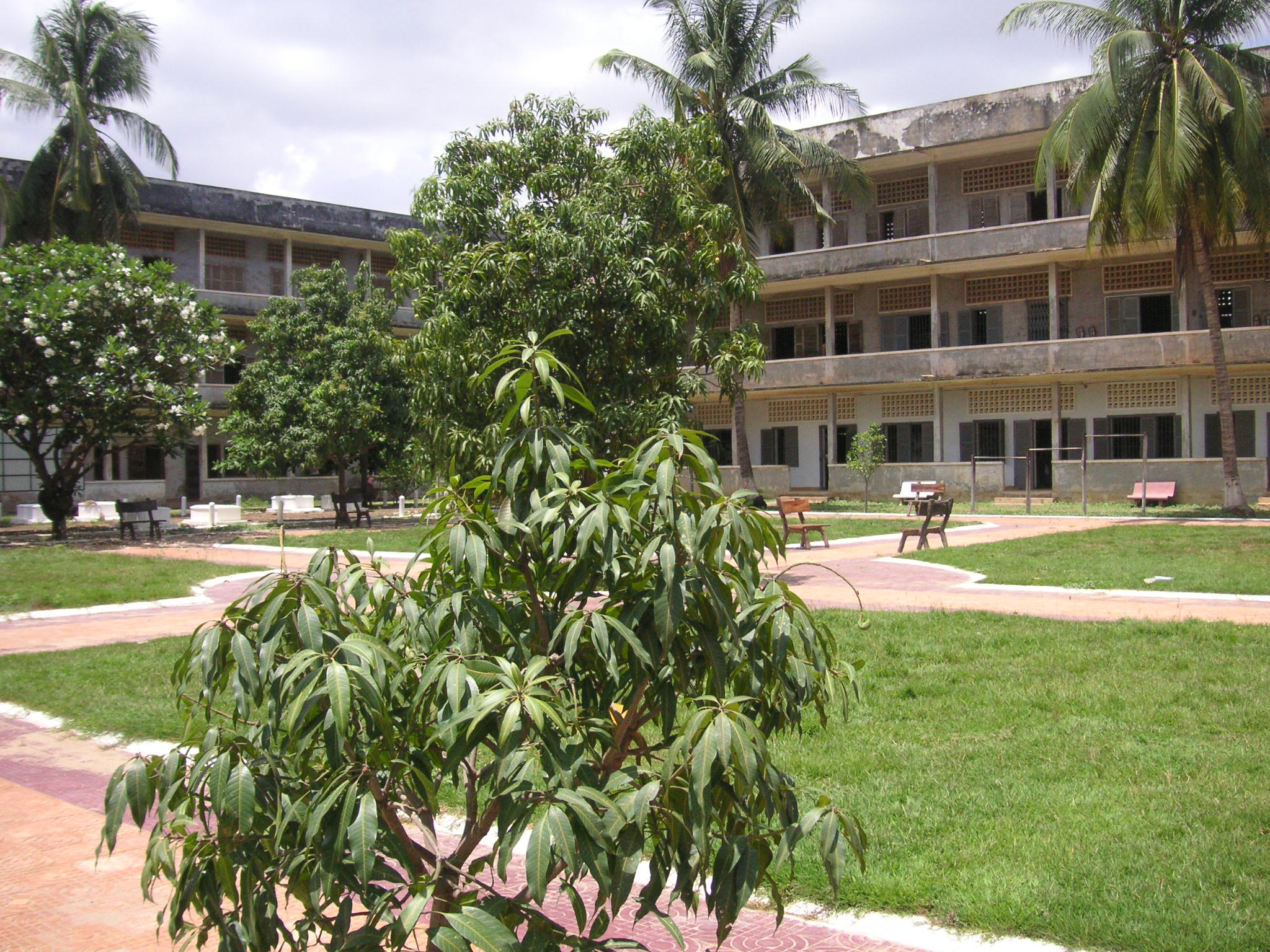
Das ehemalige Foltergefängnis Tuol Sleng in Phnom Penh ist heute ein Museum.

Von 1976 bis 1979 war er Leiter des Gefängnisses S-21 (Tuol Sleng) in Phnom Penh, in dem Gefangene gefoltert und anschließend hingerichtet wurden. Diese Funktion hatte ihm der stellvertretende Ministerpräsident Vorn Vet übertragen, der im November 1978 selbst in dieses Gefängnis kommen sollte, um gefoltert und ermordet zu werden.
Über die Zeit im Gefängnis S-21 sagte Duch später:

„,Ich und alle anderen, die an diesem Ort arbeiteten, wussten, dass jeder, der dorthin kam, psychologisch zerstört und durch ständige Arbeit eliminiert werden musste und keinen Ausweg bekommen durfte. Keine Antwort konnte den Tod verhindern. Niemand, der zu uns kam, hatte eine Chance, sich zu retten.‘ Eine persönliche Verantwortung sieht er trotzdem nicht: ‚Ich hatte keine Alternative‘, sagt er, ‚ich habe gehorcht.‘ Er sei ‚wie jeder andere in der Maschinerie‘ gewesen.“

Der Maler Vann Nath, einer der wenigen überlebenden Insassen des Gefängnisses, beschrieb, dass Duch auch als Chef des Folterzentrums immer gutgelaunt und unbekümmert gewesen war.

## Flucht und Leben unter falschem Namen
Nach dem Einmarsch vietnamesischer Truppen in Kambodscha im Jahre 1979 floh Kaing Guek Eav aus Phnom Penh. Er wurde von den Roten Khmer degradiert, weil er die Dokumente des Foltergefängnisses vor der Flucht nicht vernichtet hatte. Anschließend lebte er in Thailand und China.
1991 kehrte Kaing Guek Eav unter dem falschen Namen Hang Pin nach Kambodscha zurück und lebte mit seiner Familie in dem kleinen Ort Phkoam nahe der thailändischen Grenze. 1995 wurde seine Frau bei einem Angriff auf sein Haus unter mysteriösen Umständen getötet. Er verdächtigte Pol Pot, hinter der Tat zu stehen und gab auch diesen Wohnsitz auf. Er ging mit seinen Kindern zum Svay Chek College.
Kaing Guek Eav konvertierte 1995 zum Christentum und war für die Evangelisch-methodistische Kirche als Pastor tätig. Ab 1997 arbeitete er unter seinem falschen Namen für die Nichtregierungsorganisationen American Refugee Committee und World Vision International.

## Prozess
1999 wurde Kaing Guek Eav identifiziert und verhaftet. Er gilt als einziger Funktionär der Roten Khmer, der Reue für seine begangenen Taten zeigte, allerdings wurde dieser Bekundung von Vielen kein Glaube geschenkt. Interviews, die Kaing Guek Eav mit dem US-Journalisten Nate Thayer führte, wurden am 6. Mai 1999 im Far Eastern Economic Review (Hongkong) veröffentlicht.
Nachdem das  internationale Sondergericht für Kambodscha 2006 seine Arbeit aufgenommen hatte, musste er sich dort als erster Vertreter der festgenommenen Khmer Rouge verantworten. Nach Auffassung der Untersuchungsrichter leitete der Khmer-Funktionär nicht nur das Gefängnis S-21, sondern folterte selbst Insassen oder unterzog sie menschenunwürdigen Behandlungen.
Der Prozess begann am 17. Februar 2009. Zu den Zeugen zählte der Überlebende Bou Meng. Duch gestand zahlreiche Verbrechen, entschuldigte sich für seine Taten, berief sich aber auch auf Befehlsnotstand und verlangte seine Freilassung. Die Staatsanwaltschaft forderte eine 40-jährige Haftstrafe für den Angeklagten.
Am 26. Juli 2010 wurde er zu 35 Jahren Haft verurteilt. Das von der UNO unterstützte Tribunal sprach in seiner Urteilsbegründung von einem Verbrechen, das zu den schlimmsten der Geschichte der Menschheit gehöre.
Anschließend wurde die Haftzeit jedoch um fünf Jahre auf 30 Jahre gekürzt. Von den 30 Jahren hatte er bereits elf Jahre abgesessen. Im August 2010 legte der Staatsanwalt Berufung ein. Er forderte eine höhere Strafe, da das Urteil nicht ausreichend die Schwere von Duchs Taten sowie seine aktive Rolle bei den Verbrechen des Pol-Pot-Regimes berücksichtige. Außerdem habe das Tribunal den mildernden Umständen zu viel Platz eingeräumt.
2012 wurde das Strafmaß in einem Revisionsverfahren auf lebenslänglich erhöht.

## Tod
Genosse Duch blieb bis zu seinem Tod in Haft. Der ehemalige Kommandant des berüchtigten Foltergefängnisses starb im September 2020 mit 77 Jahren in einem Krankenhaus.